# Камю, Альбер
Альбе́р Камю́ (фр. Albert Camus, МФА [albɛʁ kamy]; 7 ноября 1913, Мондови, Французский Алжир — 4 января 1960, Вильблевен, Франция) — французский континентальный философ, абсурдист, а также журналист, писатель, драматург, публицист и эссеист. Автор известных произведений «Посторонний» (1942), «Чума» (1947) и прочих, лауреат Нобелевской премии по литературе 1957 года.
В философском отношении Камю был связан с экзистенциализмом, хотя своё отношение к этому движению, равно как и к философии, отрицал. Основным для него вопросом было самоубийство, которое связано с его идеей «абсурда» — чувства непонимания мира. Из этой же концепции выходит политическая теория — концепция «бунта» как противостояние чувству абсурда. Известен своей конфронтацией с другим французским философом — Жан-Полем Сартром.

## Биография

### Становление в Алжире

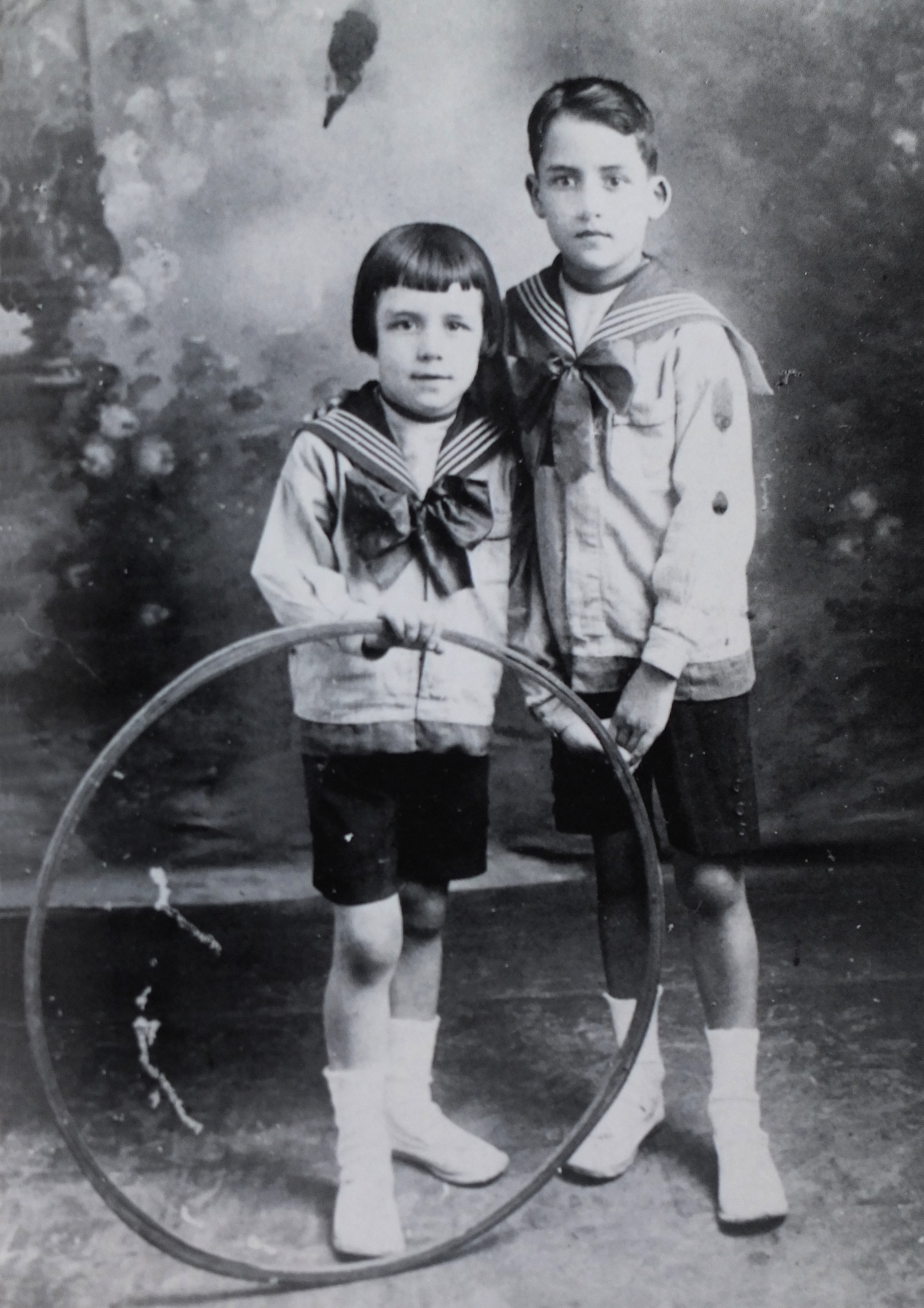
Альбер Камю со старшим братом Люсьеном в матросках, 1920 год

Родители Камю родились и жили в Французском Алжире, их предки поселились в Северной Африке вскоре после завоевания её французами в 1830 году. Альбер Камю родился 7 ноября 1913 года в небольшом городе Мондови на северо-востоке Алжира. Его отец — Люсьен Камю — работал в винодельческой компании и служил во французских зуавах в Марокко. Был призван на службу в Первой мировой войне вскоре после рождения сына и одним из первых получил ранение в битве на Марне. Полуглухая испанка Катрин Сантэ, мать Альбера, семья которой родом из испанской Менорки, имела с мужем кроме Альбера также маленького сына Люсьена, родившегося в 1910 году. После смерти мужа, она с детьми переехала в дом своей матери в рабочем французском районе города Алжир. Свою бабушку взрослый Камю описывал как «жестокую женщину». Семья получала небольшую пенсию от французского правительства, но оставалась весьма бедной. Чтобы прокормить детей, Катрин работала. Альбер прошёл католическое таинство причастия в раннем детстве. Впервые Камю познакомился с книгами в школе, в которую поступил в 1918 году. Он обучался в классе с преимущественно европейцами, одноклассники находили ребёнка несколько отчуждённым. В школе он познакомился с учителем Луи Жерменом, который сыграл решающую роль в детстве Камю. Он поддерживал его учёбу и давал бесплатные уроки для подготовки к вступительным экзаменам в лицее. В то время обязательное образование ограничивалось начальным уровнем, за чем следовало образование в лицее, в который Камю поступил после окончания школы в 1924 году. Луи Жермен пытался уговорить бабушку Камю подать заявку на стипендию, однако она была против: мысль о том, что кто-то может получать деньги и не работать, была ей чужда. В то время старший брат Люсьен в возрасте 14 лет уже начал работать. Альбер посещал лишь летнюю подработку, имитируя поиск работы на постоянную занятость, когда фактически найти такую работу во Французском Алжире было практически невозможно. Тем не менее Альберу была присвоена неполная лицейская стипендия.
В 1930 году, во время обучения в лицее, Камю был поставлен диагноз туберкулёз, из-за чего ему пришлось временно прервать учёбу на большую часть года и переехать из своего дома к тёте и дяде, чтобы не заразить родных. Являясь сыном убитого на войне солдата, он бесплатно лечился в государственной больнице, пребывание в которой он не выносил. По этой причине он не был призван на военную службу после медицинской комиссии в 1934-м. По возвращении в лицей, на него оказал значительное влияние Жан Гренье, преподававший ему философию. В то время он интересовался работами Андре Мальро. Его философские интересы были сконцентрированы преимущественно на древних греках, из немецкой философии ему был интересен лишь Фридрих Ницше. В 1932 году он встретил Симоне Ийе, свою будущую жену, в то время зависимую от морфина. Через два года они поженились. В этот период времени он занимается написанием различных статей для газеты, принадлежащей его другу. Принимает участие в группе, выпускающей печатное издание, призванное повысить самосознание местных мусульман, и выступающей за эмансипацию французов и других групп населения в Алжире. В 1933 году получил две премии за небольшие литературные сочинения. В том же 1933 году Камю поступает в Алжирский университет, где получает лиценциат, проходит курс лекций по философии и истории философии, этике и социологии, психологии и классической литературе. В поисках денег ищет случайные заработки, в том числе подрабатывает репетитором. Камю относился к коммунизму со скепсисом, находя в нём своего рода «светскую религию», но это не помешало ему вступить в 1935 году в коммунистическую партию. Решение было принято не без воодушевления со стороны Жана Гренье. В партии он отвечал за культурную деятельность, распространяя левую повестку и организовывая культурные мероприятия для просвещения рабочих масс, желая при этом привлечь к левой идее арабов. Он никогда не интересовался марксистской литературой, находя свою деятельность в коммунистической партии лишь стремлением улучшить положение рабочего народа и устранить угнетение мусульман. В 1936 году пишет диссертацию, посвящённую христианской метафизике, в частности он обращается к работам Плотина и Аврелия Августина. Работа выполнена в серьёзном академическом стиле, хотя в середине 60-х было установлено, что в диссертации Камю содержался скопированный из нескольких источников текст без сноски на оригиналы. К концу учёбы он разорвал отношения со своей женой, состояние здоровья которой ввиду наркотической зависимости стремительно ухудшалось. Мечтая стать писателем, в эти годы он активно делает заметки для будущих работ, в которых проглядываются будущие философские взгляды писателя, делает прототипы будущих произведений.
В этом периоде времени Камю заинтересовался театральной деятельностью; он руководил и играл в «Театре рабочих» (фр. Théâtre de l’Équipe), где поставил спектакль на основе написанного в 1935 году романа Андре Мальро «Годы презрения». Постановка была сыграна после согласия самого автора. Представление состоялось 25 января 1936 года в пляжном заведении, в распоряжении которого находился большой зал, и посетило его около 500 человек, хотя коммунистическая газета завысила число до 1500 человек. В течение нескольких месяцев было организовано ещё несколько представлений. Также была написана пьеса «Восстание в Астурии», изданием которой занимался Эдмонд Шарио — французский радиоведущий и газетный редактор, друг Камю с первых лет учёбы в университете и до конца жизни. В 1930-х годах, когда у Шарио возникли проблемы c книжным бизнесом, Камю ненадолго объединился со своим другом Клодом Фременвилем, организовав издательство «Cafre» — название образовано от первых букв их фамилий. Театр ставил произведения Максима Горького, древнегреческого автора Эсхила, а также пушкинского «Каменного гостя», которое было поставлено Камю, он же и исполнил роль Дон Жуана. В 1937 году, в марте, он выступил в местном доме культуры в поддержку Леона Блюма и его законопроекта о предоставлении мусульманам избирательного права как часть процесса примирения и ассимиляции мусульман с французами. Также от лица коммунистической партии был выпущен соответствующий манифест. Отношения Камю с коммунистами всегда были напряжёнными, на этом отразились отстранённость писателя от марксистской идеи и расхождение мнений касательно отношения к мусульманам и колониальной политики французского государства, итогом чего стало исключение Альбера Камю из партии в ноябре. В сентябре 1938 года Камю познакомился с Эмманюэлем Роблесом. В этот период времени он начинал работать над книгами «Счастливая смерть» и «Калигула». В октябре он посетил город Сиди-Бель-Аббес в отдалении от Алжира, где ему предложили работу преподавателем, однако практически сразу решил вернуться. В следующем месяце, в декабре, и вплоть до октября 1938 года Камю работал сотрудником метеорологической службы. Летом был нанят на работу корреспондентом в левую газету «Республиканский Алжир», где писал о политических и экономических, а также уголовных и городских событиях. Его начальником был Паскаль Пиа, с которым по мере работы Камю значительно сблизился. В общем счёте было опубликовано около 1500 статей Камю, в числе которых были обзоры произведений Ж.-П. Сартра. После начала Второй мировой войны Камю ощущал, что должен принять участие в сражении с Германией. «Республиканский Алжир» в 1940 году был закрыт в связи с нехваткой бумаги. Ту же участь постигла газета Le Soir républicain, в которой непродолжительное время до её закрытия Камю работал главным редактором. Из-за политических высказываний Камю был лишён заработка и за отсутствием денег вынужден был отправиться во Францию 14 марта 1940 года.

### Камю во Франции
В Париже Альбер Камю — технический редактор в газете «Пари-суар». В мае 1940 года закончил повесть «Посторонний». В декабре того же года оппозиционно настроенного Камю увольняют из «Пари-суар» и, не желая жить в оккупированной стране, он вернулся в алжирский Оран, где преподавал французский язык в частной школе. В феврале 1941 года закончил «Миф о Сизифе».
Вскоре Камю вступил в ряды Движения Сопротивления и стал членом подпольной организации «Комба»; снова живёт в Париже.
В 1942 году был издан «Посторонний» и «Миф о Сизифе». С 1943 года начал печататься в подпольной газете «Комба», затем стал её редактором. С конца 1943 года начал работать в издательстве «Галлимар», с которым сотрудничал до конца жизни. Во время войны под псевдонимом опубликовал «Письма к немецкому другу» (позже вышли отдельным изданием). В 1943 году познакомился с Сартром, участвовал в постановках его пьес (в частности, именно Камю впервые произнёс со сцены фразу «Ад — это другие»).
В 1944 году написал роман «Чума» (опубликован только в 1947). В семье Камю родились двойняшки Жан и Катрин.

### Послевоенные годы
После окончания войны Камю продолжил работать в «Комба»; издательство опубликовало его ранее написанные произведения, вскоре принёсшие писателю популярность. В 1946 году познакомился с девятнадцатилетней фотомоделью Патрисией Блейк, будущей журналисткой, переводчицей, издательницей и его биографом, интеллектуалкой и красавицей, на долгие годы ставшей его близкой приятельницей. В 1947 году начинается его постепенный разрыв с левым движением и лично с Сартром. Он уходит из «Комба», становится независимым журналистом — пишет публицистические статьи для разных изданий (позже опубликованные в трёх сборниках под названием «Злободневные заметки»). В это время им создаются пьесы «Осадное положение» и «Праведники».
Сотрудничает с анархистами и революционными синдикалистами и печатается в их журналах и газетах «Либертер», «Монд Либертер», «Революсьон пролетарьен», «Солидариад Обрера» (издание испанской Национальной конфедерации труда) и других. Участвует в создании «Группы интернациональных связей».

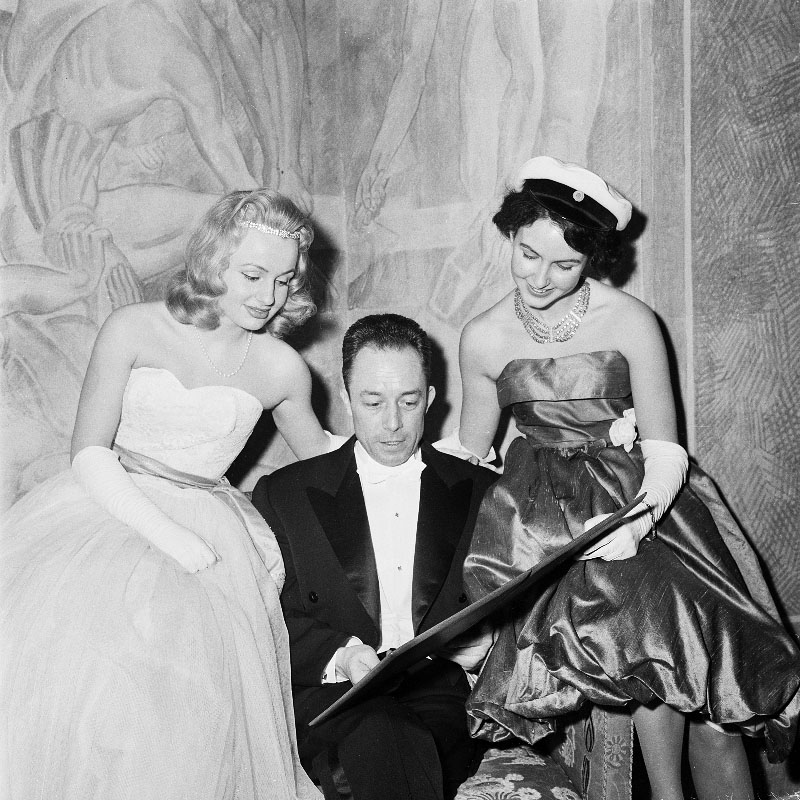
А. Камю во время Нобелевского банкета 10 декабря 1957 года

В 1951 году в анархистском журнале «Либертер» выходит «Бунтующий человек», где Камю исследует анатомию бунта человека против окружающей и внутренней абсурдности существования. Левые критики, включая Сартра, сочли это отказом от политической борьбы за социализм (который, по Камю, ведёт к установлению тоталитарных режимов вроде сталинского). Ещё большую критику левых радикалов вызвала поддержка Камю французской общины Алжира после начавшейся в 1954 году Алжирской войны. Некоторое время Камю сотрудничает с ЮНЕСКО, однако после того, как в 1952 году членом этой организации становится Испания во главе с Франко, он прекращает свою работу там. Камю продолжает внимательно следить за политической жизнью Европы, в своих дневниках он сожалеет о росте просоветских настроений во Франции и готовности французских левых закрывать глаза на, как он считал, преступления коммунистических властей в Восточной Европе, их нежелании видеть в спонсируемом СССР «арабском возрождении» экспансию не социализма и справедливости, а насилия и авторитаризма.
Его всё больше увлекает театр; с 1954 года он начинает ставить пьесы по своим инсценировкам, ведёт переговоры об открытии в Париже Экспериментального театра. В 1956 год году Камю пишет повесть «Падение», на следующий год выходит сборник рассказов «Изгнание и царство».
В 1957 году Альберу Камю присуждена Нобелевская премия по литературе «за огромный вклад в литературу, высветивший значение человеческой совести».

### Смерть и похороны

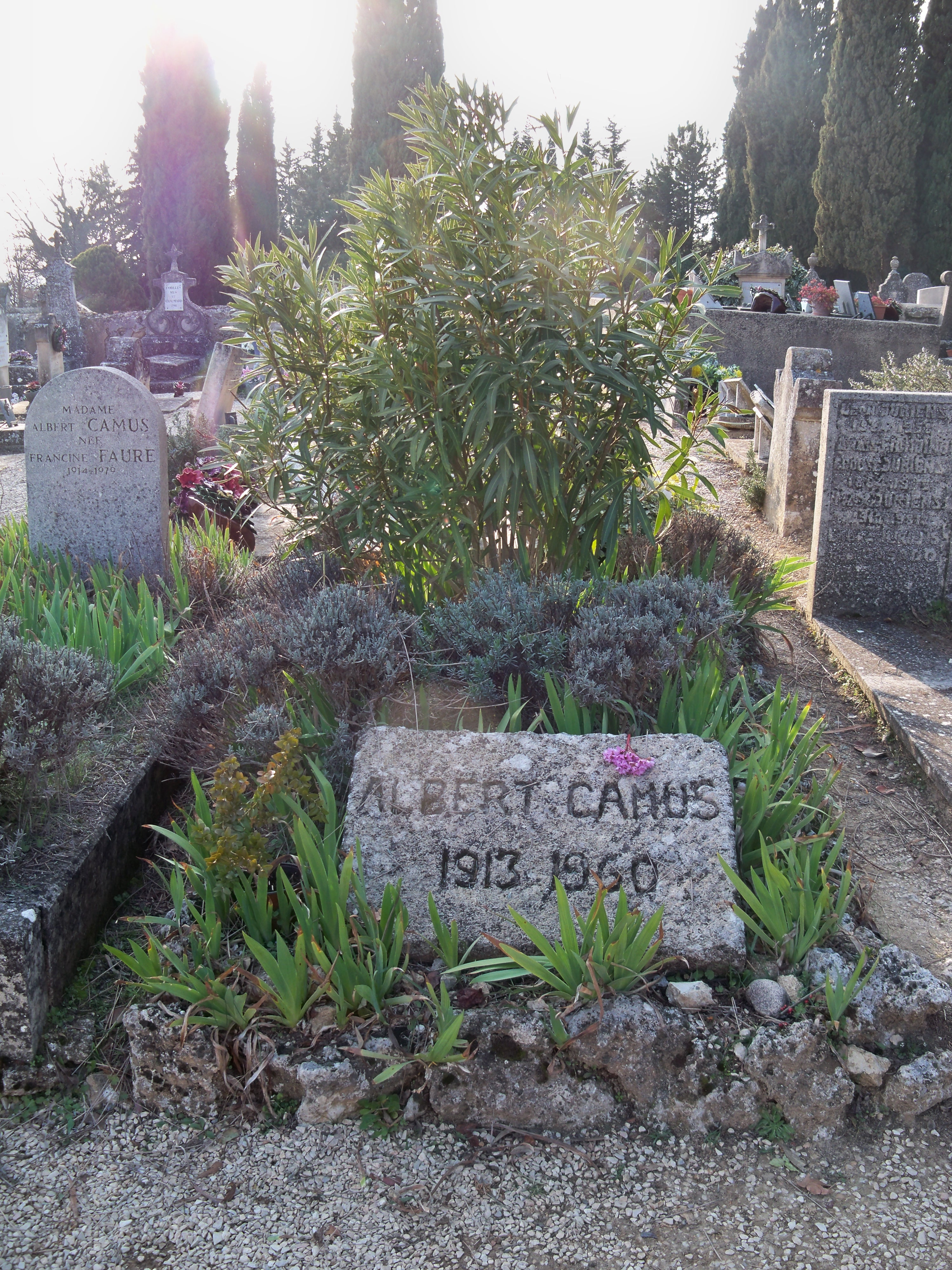
Могила Камю на кладбище Лурмарена.

Днём 4 января 1960 года автомобиль, в котором Альбер Камю вместе с семьёй своего друга Мишеля Галлимара, племянника издателя Гастона Галлимара, возвращался из Прованса в Париж, вылетел с дороги и врезался в платан неподалёку от городка Вильблёвен в ста километрах от Парижа. Камю погиб мгновенно. Галлимар, который был за рулём, умер в больнице через два дня, его жена и дочь выжили. Среди личных вещей писателя были найдены рукопись неоконченной повести «Первый человек» и неиспользованный железнодорожный билет. Альбер Камю был похоронен на кладбище в Лурмарене в районе Люберон на юге Франции.
В ноябре 2009 года президент Франции Николя Саркози предложил перевезти прах писателя в Пантеон, но не получил согласия родственников Альбера Камю.
В 2011 году итальянский писатель Джованни Кателли через газету «Corriere della Sera» предал огласке версию покойного чешского писателя и переводчика Яна Забраны, который в своём дневнике «Моя жизнь» со ссылкой на хорошо информированного человека со связями в СССР писал о том, что автокатастрофа была подстроена советскими спецслужбами в качестве мести писателю за осуждение советского вторжения в Венгрию (статья Альбера Камю «Кадар и его день страха») и поддержку Бориса Пастернака. В числе лиц, осведомлённых о планировавшемся убийстве, газета называла министра иностранных дел СССР в 1956—1957 годах Шепилова. В 2013 году Кателли опубликовал книгу «Камю должен умереть», а осенью 2019 года — её расширенное издание «Смерть Камю». В них он также ссылался на свидетельство Жака Вержеса (1925—2013), знаменитого «адвоката дьявола», который, если верить его другу, итальянскому юристу Джулиано Спаццали, знал о том, что Камю был ликвидирован советскими спецслужбами и считал, что французская разведка была в курсе того, что КГБ планирует убить Камю, но не вмешалась, чтобы не навредить налаживанию советско-французских отношений.
Мишель Онфре, готовивший публикацию биографии Камю, отверг в газете «Известия» эту версию как инсинуацию.

## Проза Камю
Творческие годы Камю начались в 1934 году, с этого момента до 1939 он написал ряд эссе о своей жизни, выпущенных в сборниках «Изнанка и лицо» и «Свадьба». Также он начал работать над своими произведениями «Калигула», позже выпущенная во Франции, и «Счастливая смерть» (фр. La mort heureuse). В последней книге описываются моменты, схожие с жизнью Камю. Главный герой, Патрис Мерсо, страдает болезнью лёгких, путешествует по Европе и возвращается в Алжир, где умирает. Произведение не было опубликовано при жизни автора. Как говорит Адель Кинг, сюжет романа имеет рваную повествовательную структуру, а эпизоды друг с другом не связаны. Такой формат он сравнил с «Посторонним» (фр. L'Étranger), работу над которым Камю начал в районе августа 1937 года.

### Романы

#### «Посторонний»

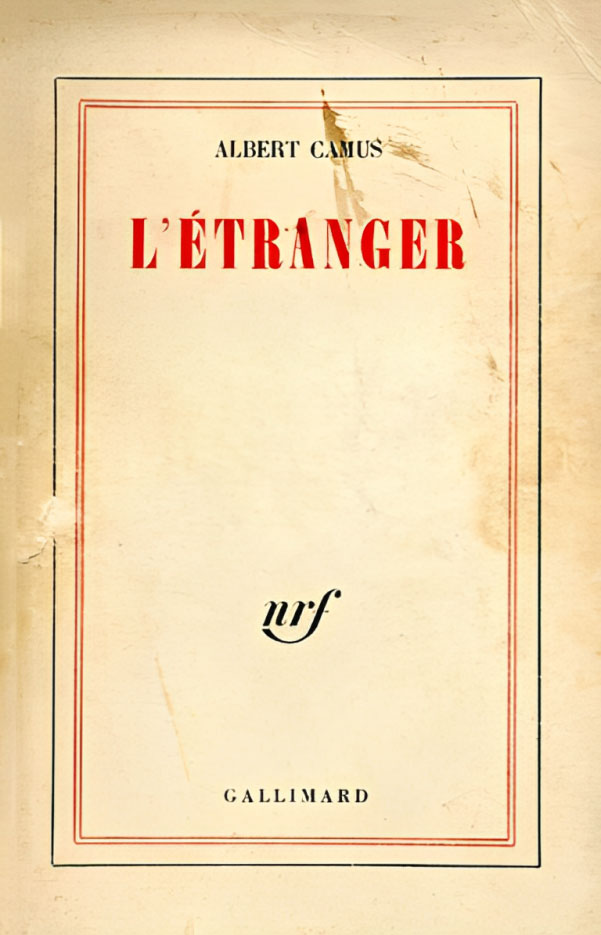
Первое французское издание «Постороннего», 1942

Дебютный роман Альбера Камю «Посторонний» был написан, предположительно, ещё в 1940 году, когда Камю готовился к переезду из Франции обратно в Алжир. Позже переработанное произведение было отправлено на материковую Францию в апреле 1941 года и готовилось к изданию. Поскольку страна находилась под оккупацией нацистов, издателю романа Гастону Галлимару нужно было отправить книгу на рецензирование немецкими властями. Успешно пройдя ценз, к июню 1942 года книга появилась в продаже тиражом в 4400 экземпляров. Несмотря на скромный тираж, произведение было воспринято читателями благосклонно.
В книге от первого лица и практически всегда в настоящем времени описывается история героя по имени Мерсо, персонажа, который, как выразился Роберт Соломон, «не имеет характера». По ходу развития истории Мерсо сталкивается с рядом неприятностей: смерть матери, насилие со стороны сутенёра, убийство человека, арест и суд над ним. Однако Мерсо не имеет никаких эмоций и никоим образом не реагирует на все эти события. В связи с этим главный герой практически не имеет реплик, воспоминаний о прошлом. Соломон интерпретирует «Постороннего» как книгу о «проблеме отношения между феноменологией опыта и мышления». Часто произведение характеризуют как историю о человеке, «который не врёт». Он всегда говорит только то, что действительно думает. Так он поступает на допросе, когда вместо раскаяния за совершённое убийство он говорит, что он испытывает «скорее досаду». Таким образом этот человек предстаёт отчуждённым от общества за свою чрезмерную искренность, «которая в сущности неизвестна нашему миру», — так считает Рейчел Беспалова. Однако Роберт Соломон спорит с этой позицией, приводя контраргумент, что в некоторых местах Мерсо если и не откровенно лжёт, то безразличен к какой-либо правде и не признаёт её ценности. И в целом Соломон призывает рассматривать эмоциональную сторону героя, а не его отношение ко лжи. Он отмечает, что в строгом смысле слова Мерсо не то чтобы не испытывает никаких эмоций: в романе пишется, что его раздражает средиземноморское солнце. Он к тому же смущается, когда девушка спрашивает о его чувствах к ней. Хоть он и ощущает некоторые чувства, но никак их не комментирует, а «без суждений чувств не бывает», как считает Соломон. Во второй части романа, когда Мерсо осуждают и отправляют в тюрьму, он начинает себя познавать, когда он начинает пытаться мыслить о своей жизни.

#### «Чума»

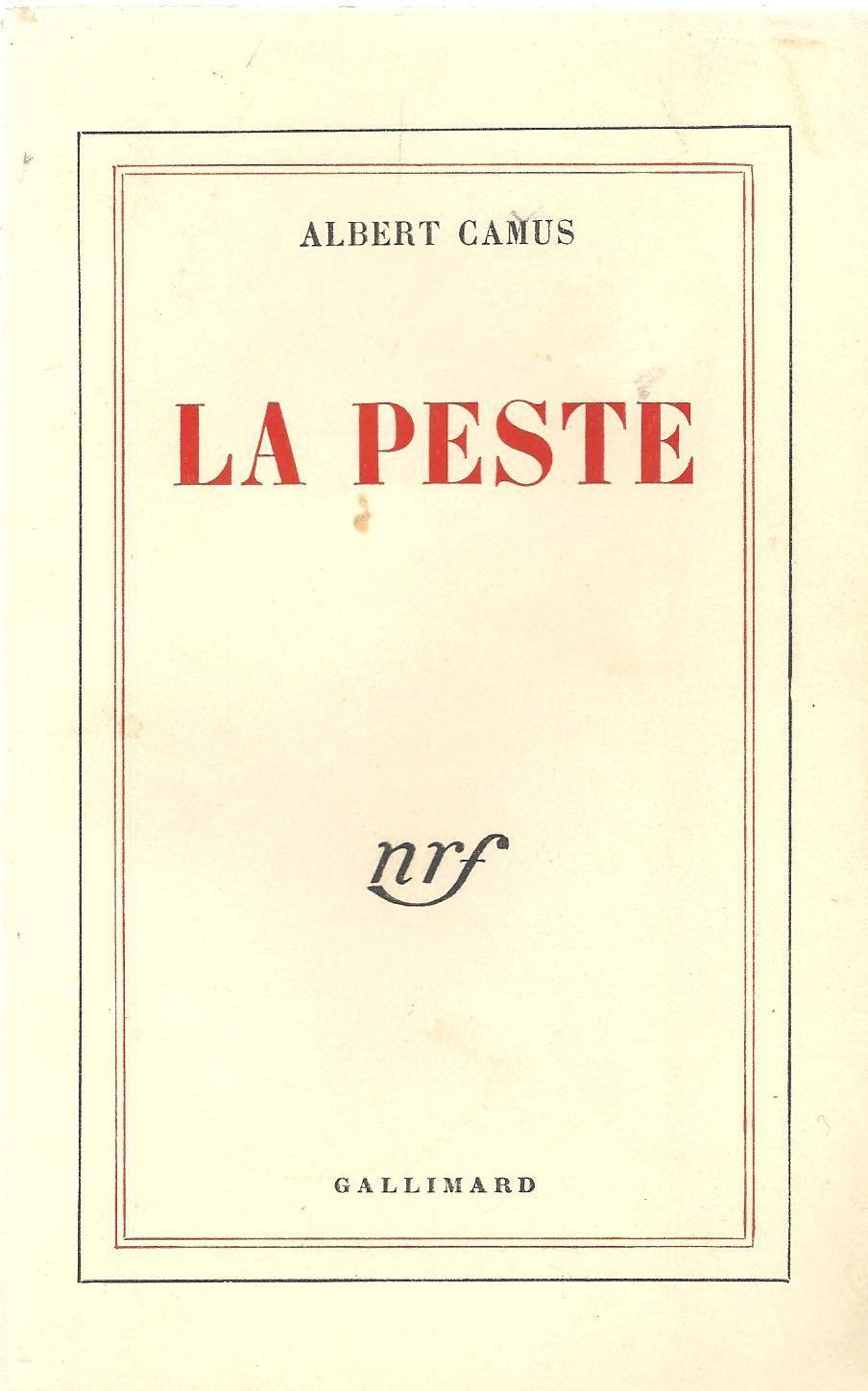
Обложка первого издания «Чумы», 1947 год

Произведение «Чума» (фр. La Peste) было выпущено в 1947 году и раскрывает историю оставшегося отрезанным от остального мира города Оран, в котором бушует эпидемия бубонной чумы. Горожане полагаются на медицинскую систему, бюрократический чиновничий механизм, религию, в то время как число умерших от болезни увеличивается с каждым днём. Главным героем выступает Бернард Риэ — доктор, всеми силами пытающийся побороть болезнь. «Чума» традиционно интерпретируется как борьба Сопротивления с нацистской оккупацией Франции. Такое прочтение романа сложилось не без влияния известного во Франции выражения, обозначающего фашистов-оккупантов: «коричневая чума» (фр. La peste brune). Такого мнения придерживался и Жан-Поль Сартр. Вторгшиеся немцы, как говорил Сартр, пришли и покинули Францию таким же образом, как и чума, — «из ниоткуда в никуда», как «некая нечеловеческая нематериальная сила», хотя Камю не предполагал нацизм или любые другие политические практики происходящими «сами по себе», без участия человека. Философ Ролан Барт находил в романе «политику одиночества», то есть борьбу одного человека. Такие трактовки подтверждал и сам автор, он рассматривал «Чуму» как «движение индивидуального протеста к солидаризации большинства», наблюдая таким образом генеалогию от «Постороннего» к «Чуме», то есть «наготы, — как писал Камю, — человека перед абсурдом» и «равенство различных точек зрения на тот же самый абсурд». Фрагмент произведения публиковался в литературном сборнике Сопротивления во время немецкой оккупации.
В произведении выражаются две модели поведения персонажей: полное погружение в абсурд и борьба с новыми политическими и социальными практиками, представляющими собой абсурд. Хотя «победить абсурд» в строгом смысле слова, следуя философии Камю, невозможно. Абсурд является неотъемлемым условием существования, и борьба с чумой как с абсурдом в произведении Камю характеризует собой сопротивление расширению абсурдности в мире, заведомо понимая, что победа над абсурдом, выход за его рамки невозможен. Это подкрепляют слова доктора Риэ, который назвал свою войну с болезнью «бесконечным поражением», то есть герои сражаются за счастье человека, но не за победу вечного счастья. На страницах «Чумы» раскрывается и тема религии. Камю противостоит христианской морали, столкнув двух персонажей: доктора Риэ и священника Панлю. Первый — активно противостоит заболеванию, в то время как второй — хотя и следуя общему с Риэ делу, пытается объяснить своим прихожанам события в Оране волей Бога и то, что просто следует принять. В то же время врач настаивает: «может быть, для Господа Бога вообще лучше, чтобы в него не верили и всеми силами боролись против смерти, не обращая взоры к небесам, где царит молчание». В этом проявляется обозначенная ранее дихотомия погружения и сопротивления абсурду. Камю даже считал свою «Чуму» «антихристианским произведением».
Вспыхнувшая в Китае в 2019 году пандемия COVID-19 заставила многих людей вернуться к произведению Камю. Всемирный экономический форум включил «Чуму» в список пяти книг, которые следует прочесть в контексте вспыхнувшей в мире коронавирусной инфекции. Американский журналист из издания Vox признал, что роман может помочь людям научиться жить в условиях COVID-19 и солидаризироваться с окружающими, понимая, что «все мы в одной лодке». Эпидемия чумы, описанная в произведении Камю, по мнению исследователей, перекликается с тем, как вынужден[кто?] строить свои планы и повседневные дела в условиях быстро распространяющейся неожиданной болезни.

### Автобиографичность произведений
Обстоятельствам домашней жизни в детстве посвящены ранние эссе Альбера Камю, например — «Изнанка и лицо» (фр. L’Envers et l’Endroit) (1937). Последний роман писателя «Первый человек», изданный посмертно в 1994 году, описывает первые годы его жизни в Алжире. Главный герой — Жак Кормери — напоминает образ самого автора. В произведении Камю описывает бедность, в которой ему приходилось пребывать. В частности в книге фигурирует эпизод, в котором он, описывая дворовые забавы, рассказывает, как делал себе мяч из тряпья, в то время как финансы семьи не позволяли купить настоящий; также приводится описание домашнего насилия со стороны бабушки, которое молчаливо сносила мать Камю, не решаясь вмешаться. Тем не менее образ матери передаётся рассказчиком с любовью, хотя её недуг затрудняет социализацию и, соответственно, коммуникацию с сыном. Камю очень плохо помнил своего отца, единственный эпизод из его жизни, что остался в его памяти, связанный с отцом, заключался в том, что однажды Люсьен Камю пришёл домой с чувством тошноты от увиденной им публичной казни. Об этом ему рассказала мать. Это событие обыгрывается в «Первом человеке», а также в повести «Падение» (1956). Этьен — сын бабушки, в дом которой он поселился со своей матерью после смерти мужа — работал бондарем, то есть делал бочки из дерева. Это занятие вдохновляло маленького Камю, и позже Этьен был использован как прообраз для персонажа одного из рассказов сборника «Изгнание и царство». Рукопись «Первого человека» была найдена на месте автомобильной аварии, в которой погиб Камю. Профессор Университета Кентербери Питер Робертс исследует роман с даосских позиций, видя в нём борьбу противоположностей: новое или старое, принятие или сопротивление и так далее. По мотивам романа в 2011 году был снят одноимённый фильм итальянским кинорежиссёром Джанни Амелио. Камю часто использовал некоторые мелкие обстоятельства из жизни в качестве образов в своих книгах и эссе, например, дом его подруги, который он называл «домом над миром», упоминается в некоторых эссе 1936—1937 годов и в романе «Счастливая смерть». События из жизни также обыграны в романе «Посторонний» — судебный процесс о мошенничестве, который он освещал в ходе журналистской деятельности, позже лёг основой для описываемых в романе ситуаций.

## Драматургия
Камю заинтересовался театром в 30-х годах и этот интерес остался с ним на всю жизнь. Первая его работа в «Театре рабочих» состоялась в январе 1936 года постановкой, базировавшейся на романе «Годы презрения» Андре Мальро. Следующим его замыслом стала работа под названием «Восстание в Астурии» (фр. Révolte dans les Asturies), написанное в поездке в Европу летом 1936 года в соавторстве с его подругой Сикар и двумя преподавателями, с которыми Камю отправился в путешествие. Пьеса раскрывает события, происходившие в 1934 году в испанском регионе Астурия, где вспыхнула забастовка шахтёров. Она задумывалась как эксперимент в области эпического театра, действие происходило в шахтёрском городке на севере Испании Овьедо — ряды в зале расставлялись таким образом, что вокруг зрителей находились импровизированные улицы города, а прямо перед ними — «центральная площадь», где и происходило действие. В центре зала стоял стол, за которым сидели актёры, игравшие стороны переговоров. Зрители, сидящие на разных местах и видящие стол переговоров с разных позиций, могли сложить различное мнение об обыгранных событиях, как выразился сам Камю, зрители должны были воспринимать сюжет, «исходя из их личной геометрии». Альбер Камю позже в переписке с друзьями высказал неудовлетворение о проделанной работе. Так или иначе, спектаклю не суждено было сбыться. Мэр Алжира с правыми взглядами не дал согласия на проведение мероприятия и не было иного выхода, кроме как опубликовать «Восстание в Астурии» в качестве литературного произведения тиражом в 500 копий. Книги были изданы другом Камю Эдмондом Шарио и распроданы в течение двух недель.

## Философия

### Экзистенциализм и абсурд

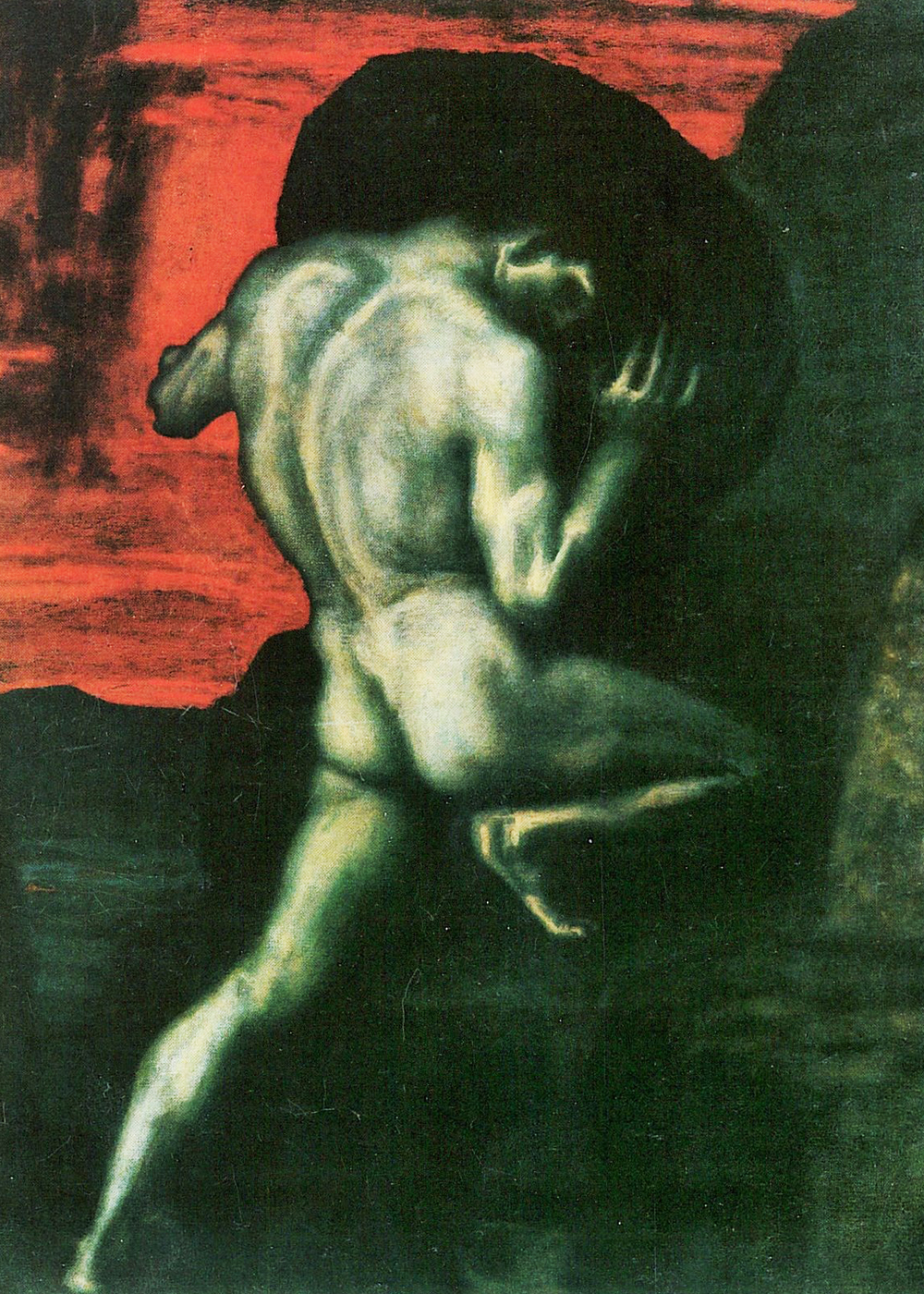
Сизиф, персонаж древнегреческой мифологии. Символ философии абсурда Камю. Картина Франца фон Штука

Исключение требования ясности ведёт к исчезновению абсурда...
Сам Камю отрицал какое-либо своё причастие к экзистенциальной философии, хотя один из его основных философских вопросов касался вполне экзистенциальной темы — проблемы самоубийства. По этому поводу он писал: «Есть лишь одна по-настоящему серьёзная философская проблема — проблема самоубийства. Решить, стоит или не стоит жизнь того, чтобы её прожить, — значит, ответить на фундаментальный вопрос философии». По этим и другим причинам Камю обычно причисляют к континентальным философам и экзистенциалистам. Существует и другое мнение, например, Грег Стоун в статье для журнала Philosophy Now утверждает, что отнесение Камю к экзистенциалистам является ошибкой, связанной в немалой степени с его полемикой с Сартром. В подкрепление своей позиции он приводит разногласие между философами касательно «существования до сущности», тезиса, представленного Сартром в эссе «Экзистенциализм — это гуманизм». Грег утверждает, что для Камю такое рассуждение не свойственно. Камю вводило в недоумение частое причисление его трудов к экзистенциальной философии, а в некоторый момент хотел выступить с публичным отчуждением себя от представителей данного течения. Более того, «Миф о Сизифе», по утверждению самого Камю, является критикой экзистенциалистов, таких как Кьеркегор, Ясперс, Хайдеггер и прочих.
Камю интересовался проблемой самоубийства и писал о ней в эссе «Миф о Сизифе» (1942). Подход Камю при рассмотрении самоубийства исходит не из анализа событий, которые влекут за собою такой исход для самоубийцы, а из того, что собою «подразумевает» акт досрочного завершения своей жизни. Самоубийца таким образом конституирует своё отношение к ценности жизни, фактически делает заявление о том, что «жизнь не стоит того». Самоубийство, как считает Камю, являет собой противоречие между человеческим желанием вселить в свои собственные действия некий смысл, осознав «великую цель мира», или же наоборот, прийти к выводу об объективной бессмысленности мира, или хотя бы к твёрдому убеждению, что такое познание при помощи свойств человеческого рассудка попросту невозможно. Когда желания человека сталкиваются с непониманием мира, рождается абсурд. Мир сам по себе не абсурден, абсурд — чувство, возникающие в результате попытки индивида познать механизм и цель мира, разбивающееся об «молчаливую природу». Исходя из этого, мы не можем объяснить самоубийство всего лишь ментальной болезнью, когда это дело касается абсурда. Сам Камю выступал против самоубийства как способ выхода из абсурда, хотя и признавал, что суицид наравне с религией являются предсказуемыми попытками решить противоречие, стоящее перед индивидом, но он лично в сущности отрицал оба подхода, полагая необходимость «противостояния парадоксу». Самоубийство же хоть и устраняет абсурд, но лишь в пределах разума индивида, так как вне человеческого разума он не существует, поэтому это не решает в сущности проблему. Кроме самоубийства, Камю отрицает альтернативу абсурду и бессмысленности — «надежду», например, в религиозное спасение, считая такой подход эскапизмом, побегом от абсурдных жизненных трудностей, но в то же время он предпочитает религию лучшей альтернативой самоубийству. В то же самое время Камю наряду с религией и самоубийством рассматривает и третий путь реакции человека на жизнь в абсурдном мире: бунт.
Единственным возможным достоверным данным о мире Камю считает своё собственное существование и существование окружающего мира. Науки и логические построения, особенно выделяя психологию и философию, он рассматривает исключительно как вымысел и догадки. Из измышлений Камю не следует нигилистическое отрицание ценностей окружающего мира, он сам относит свои мысли скорее к картезианскому скептицизму. Камю искал способ оценки фактов окружающего мира через последовательное сомнение. В связи с этим Альбер Камю считает свою философию по сути эпистемологией, исходящей из онтологических потребностей человека. Поскольку Камю отрицает этические и трансцендентные ценности, Камю выдвигает упомянутую выше концепцию бунта.

## Нерелигиозные убеждения
Альбера Камю относят к представителям атеистического экзистенциализма, его воззрения обычно характеризуют как иррелигиозные и атеистические. Критик религии; в период подготовки «Мифа о Сизифе» Альбер Камю выражает одну из ключевых идей его философии: «Если существует грех против жизни, то он, видимо, не в том, что не питают надежд, а в том, что полагаются на жизнь в мире ином и уклоняются от беспощадного величия жизни посюсторонней». Вместе с тем, отнесение сторонников атеистического (нерелигиозного) экзистенциализма к атеизму отчасти условно, и у Камю наряду с неверием в Бога, признанием того, что Бог умер, утверждается абсурдность жизни без Бога. Сам Камю не считал себя атеистом.

### Камю и Достоевский

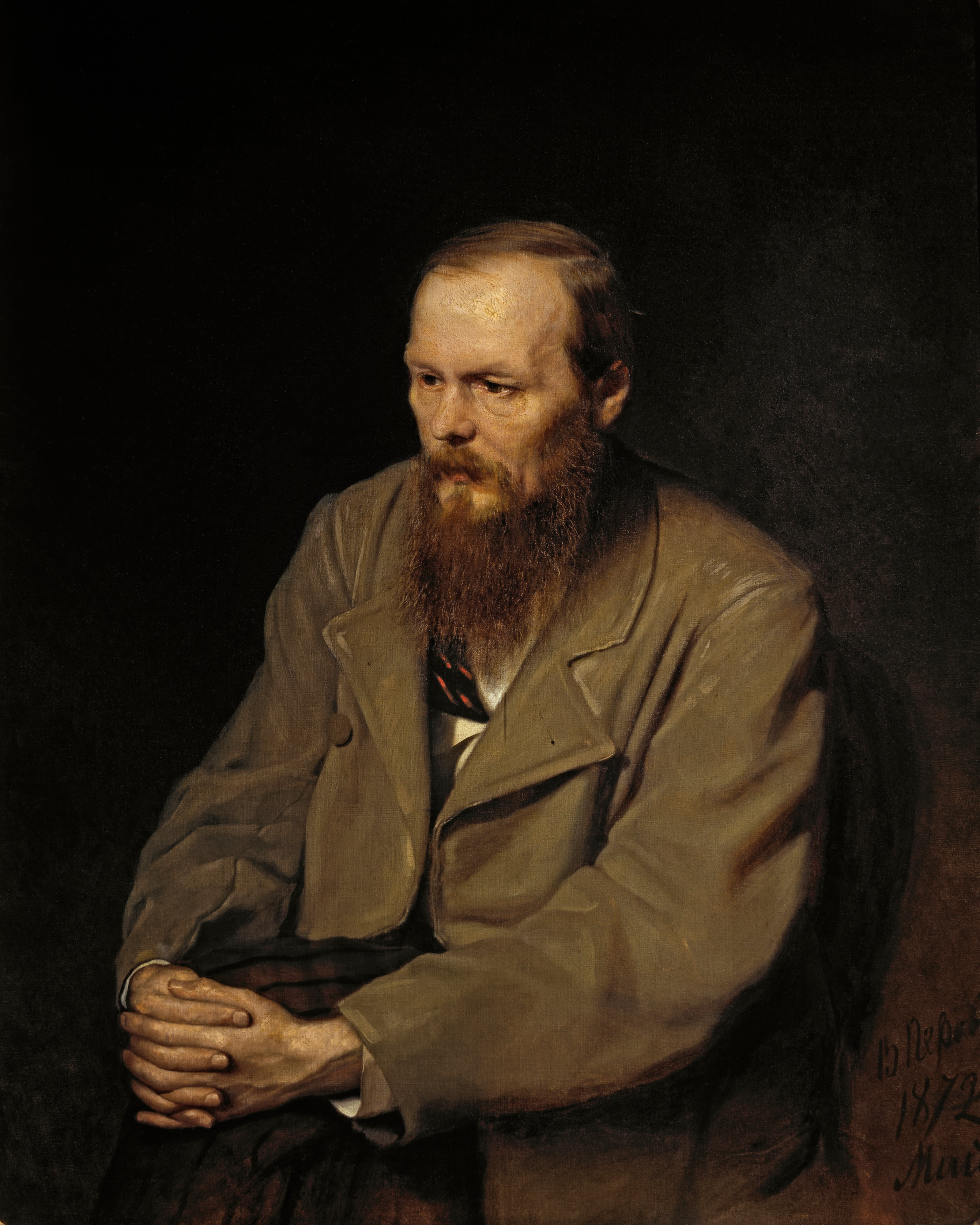
Фёдор Михайлович Достоевский

## Наследие и память

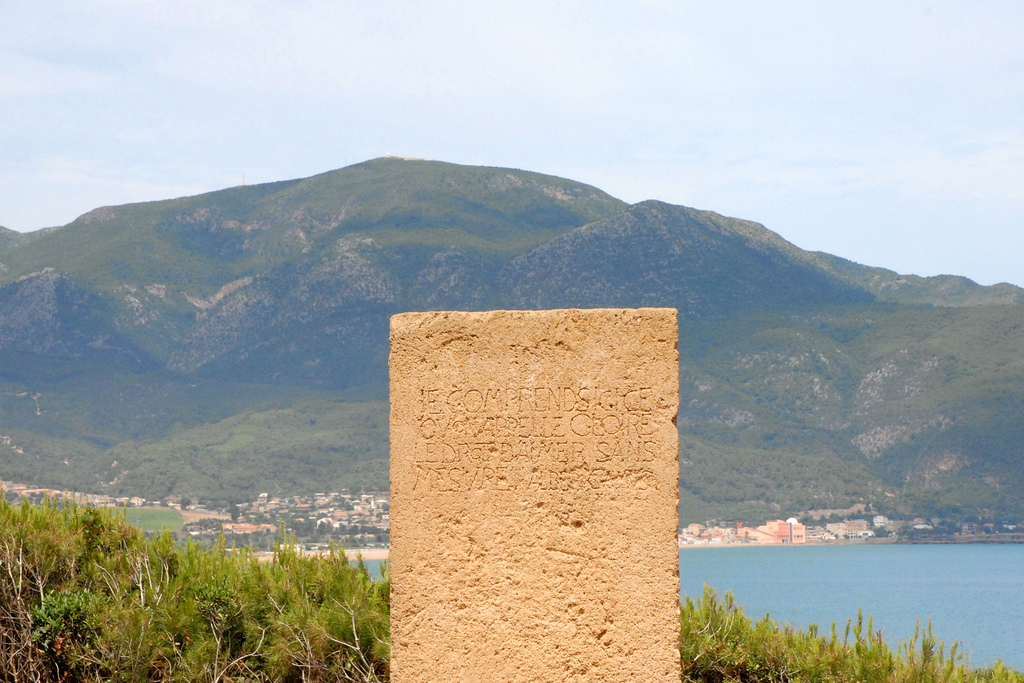
Каменный монумент с цитатой Альбера Камю, Типаза